# Mark Carroll
Mark Carroll (15 gennaio 1972) è un ex mezzofondista irlandese.

## Palmarès

### Europei
- 1 medaglia:
  - 1 bronzo (Budapest 1998 nei 5000 m piani)

### Europei indoor
- 1 medaglia:
  - 1 oro (Gand 2000 nei 3000 m piani)

## Campionati nazionali
1999
- Oro ai campionati irlandesi, 5000 m piani - 14'07"90
- Oro ai campionati irlandesi, 1500 m piani - 3'46"20

2000
- Oro ai campionati irlandesi, 5000 m piani - 13'55"76
- Argento ai campionati irlandesi, 800 m piani - 1'55"72

2001
- Oro ai campionati irlandesi, 5000 m piani - 13'48"26

2002
- Oro ai campionati irlandesi, 5000 m piani - 13'43"68
- Oro ai campionati irlandesi, 1500 m piani - 3'45"90

2004
- Oro ai campionati irlandesi, 5000 m piani - 13'51"67
- Bronzo ai campionati irlandesi, 1500 m piani - 3'45"53

## Altre competizioni internazionali
1998
- 5º al Memorial Van Damme ( Bruxelles), 3000 m piani - 7'33"84

2000
- 4º al Prefontaine Classic ( Eugene), miglio - 3'53"80

2001
- 5º all'Herculis ( Monaco), 3000 m piani - 7'33"52
- 9º al DN Galan ( Stoccolma), 1500 m piani - 3'35"09

2002
- 6º alla Maratona di New York ( New York) - 2h10'54"

2006
- 7º alla Great South Run ( Portsmouth), 10 miglia - 48'30"

2008
- 14º alla Great South Run ( Portsmouth), 10 miglia - 48'54"
- 12º alla Great Manchester Run ( Manchester) - 29'13"